# Jeffrey Zients
Jeffrey Dunston Zients (* 12. listopadu 1966 Washington, D.C.) je americký podnikatel a vládní úředník, který od ledna 2021 do dubna 2022 působil jako poradce prezidenta a koordinátor reakce vlády Spojených států amerických na pandemii covidu-19.
Od února 2014 do ledna 2017 byl ředitelem Národní ekonomické rady. Zients byl rovněž zastupujícím ředitelem Úřadu pro řízení a rozpočet v roce 2010 a v letech 2012 až 2013. Před nástupem do státní správy působil Zients jako manažer ve firmách The Advisory Board Company a CEB.
Od prosince 2020 byl Zients na dlouhodobé dovolené z pozice výkonného ředitele investiční společnosti Cranemere. V letech 2018 až 2020 byl členem správní rady společnosti Facebook. V lednu 2021 začal působit jako poradce prezidenta a zároveň koordinátor reakce na pandemii covidu-19 ve vládě Joea Bidena, přičemž v druhé jmenované funkci vystřídal Deborah Birxovou. V dubnu 2022 rezignoval a jeho nástupcem se stal Ashish Jha. Dne 22. ledna 2023 bylo oznámeno, že Zients v únoru nahradí Rona Klaina ve funkci personálního šéfa (ředitele kanceláře) Bílého domu. Dne 8. února 2023 úřad oficiálně převzal.